# Tynderö församling
Tynderö församling är en församling i Medelpads kontrakt i Härnösands stift. Församlingen ingår i Medelpads norra pastorat och ligger i Timrå kommun i Västernorrlands län, Medelpad.

## Administrativ historik
Församlingen har medeltida ursprung.
Församlingen var till 1316 annexförsamling i pastoratet Hässjö och Tynderö, därefter till 1 maj 1920 annexförsamling i Ljustorp, Hässjö och Tynderö. Från 1 maj 1920 annexförsamling i pastoratet Hässjö och Tynderö som till 1932 också omfattade Lögdö församling. Vid en tidpunkt senast 1998 kom också Ljustorps församling att ingå i pastoratet. 1 januari 2025 blev församlingen en del av Medelpads norra pastorat.

## Kyrkor
- Tynderö kyrka
- Skeppshamns kapell